# ツーザムアルトハイム

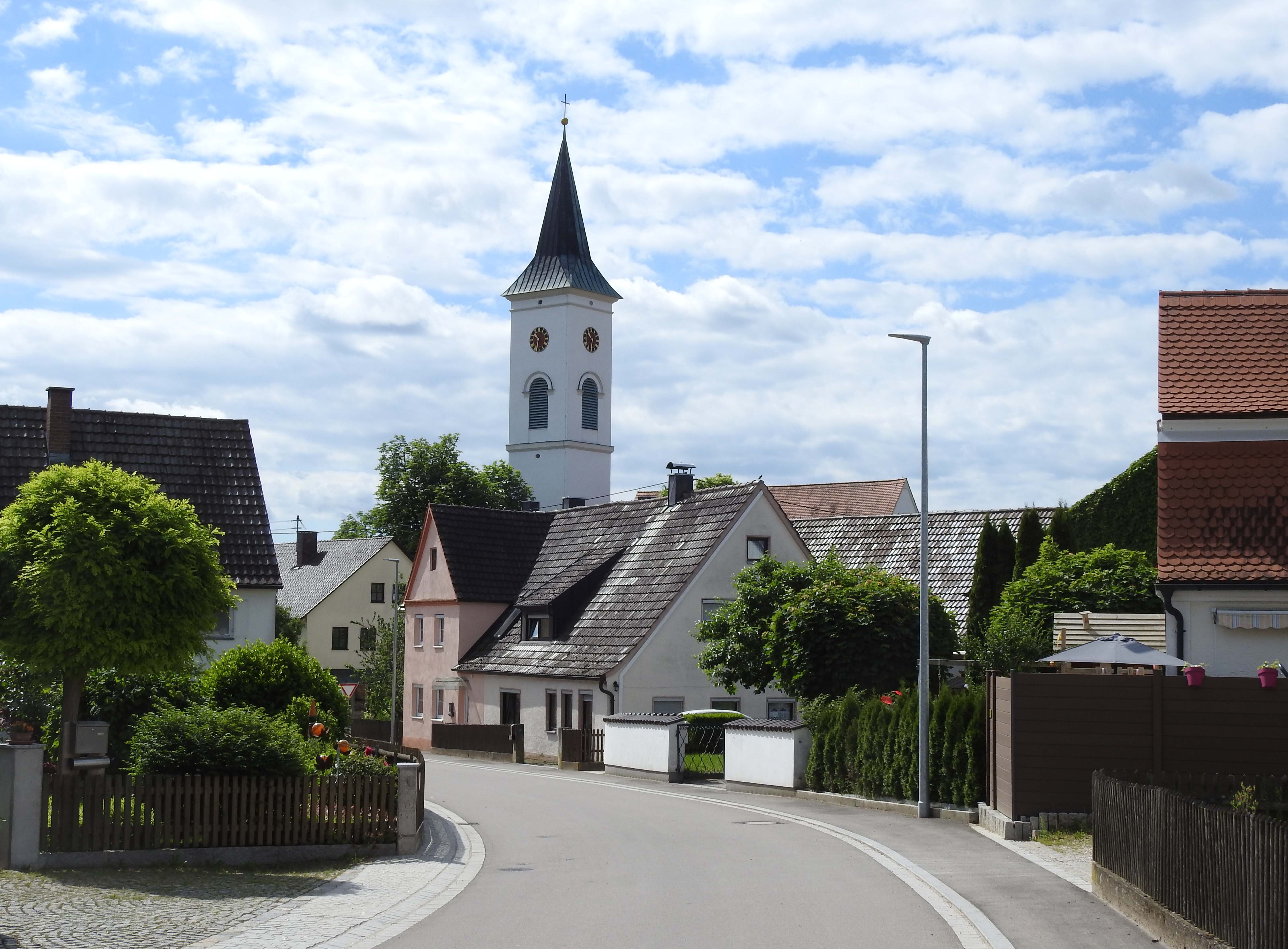
ツーザムアルトハイムの町並み。中央の塔は聖マルティン教会の塔である。

ツーザムアルトハイム (ドイツ語: Zusamaltheim) は、ドイツ連邦共和国バイエルン州シュヴァーベン行政管区のディリンゲン・アン・デア・ドナウ郡の町村（以下、本項では便宜上「町」と記述する）である。

## 地理
この町はアウクスブルク開発計画地区に位置している。
この町は4つのゲマインデタイル（村落、集落、開墾地などの小地区）からなる。
- ガウリート
- マルツェルシュテッテン
- ゾントハイム
- ツーザムアルトハイム

町域は、ゾントハイムとツーザムアルトハイムの2つのゲマルクング（合併前の旧自治体にあたる地区）に分けられる。

## 歴史

### 自治体の成立まで
ツーザムアルトハイムは、おそらくアレマン人によって建設された。1981年8月にヒューレンベルクの建設現場の造成作業中にアレマン人の墓地が発見された。この墓地および出土品は、6世紀初めに集落が形成されたことを示している。教区の形成はおそらく11世紀であった。ツーザムアルトハイムはボックスベルク領に属し、1504年にアウクスブルク聖堂参事会の所領となった。ゾントハイムもアウクスブルク聖堂参事会領であった。村の教会は三十年戦争で破壊され、1722年頃に現在の姿に再建された。1803年の帝国代表者会議主要決議以降はバイエルン領となった。自治体ツーザムアルトハイムは、1818年のバイエルンの自治体令によって成立した。
町の南端にあたるレルヒェンベルクに1938年に化学兵器の工場が造られた。第二次世界大戦終戦後ここに難民収容所が設けられ、その後危険物保管庫となった。現在このエリアには、介助犬訓練施設がある。

### 町村合併、再編
1964年7月1日にマルツェルシュテッテンがヘッティンゲンからツーザムアルトハイムに移管された。バイエルン州の地域再編に伴い、1978年5月1日にゾントハイムが合併した。

## 住民

### 人口推移
| 年         | 1961 | 1970 | 1987 | 1991 | 1995 | 2000 | 2005 | 2010 | 2015 | 2020 |
| ---------- | ---- | ---- | ---- | ---- | ---- | ---- | ---- | ---- | ---- | ---- |
| 人口（人） | 0893 | 0913 | 0912 | 1074 | 1181 | 1275 | 1303 | 1278 | 1208 | 1231 |

1988年から2018年までの間にこの町の人口は927人から1209人へ、282人、約 30.4 % 増加した。

## 行政

### 首長
2020年5月1日からシュテファン・ルッツ (Freie Wählerliste Sontheim (FWS), Bürgerblock Zusamaltheim (BBZ)) が第1町長を務めている。彼の前任者は2002年5月から2020年4月まで町長を務めたヴォルフガング・グロープ (FWS) である。2002年まではヴォルフガング・シューベルト (BBZ/FWS) が町長を務めていた。

### 議会
この町の町議会は、12人の議員と町長で構成されている。

### 紋章
図柄: 頂部は黒地でその中に隣り合って配置された3本の金の十字架（ヴィーダークロイツ）。その下の主部は赤地と銀地に左右二分割。分割線上に被せて、金の冠を被り、金の尾を持つ黒い人魚（女性の半魚人）。

## 文化と見どころ

### 建築
- カトリックの聖マルティン教区教会
- ゾントハイムのカトリックの聖シュテファン支教会

## 経済と社会資本

### 経済
公式統計によれば、2022年現在ツーザムアルトハイムでは91人の社会保険支払い義務のある就労者が製造業に従事している。農林業や商業・交通業に従事する社会保険支払い義務のある就労者はおらず、その他の分野が34人である。また、この町に住む社会保険支払い義務のある就労者は597人である。2020年、この町には24軒の農家があった。農業用地は 1339 ha で、このうち 1165 ha が農耕地、174 ha が牧草地などの緑地である。

### 教育
2023年現在、この町には以下の教育機関がある。
- 児童施設 1箇所: 定員66人に対して66人の児童が在籍している[14]。
- 基礎課程学校 1校: 教員数6人、生徒は5クラスで113人である[15]。

## 人物

### 出身者
- イグナツ・アグリコラ（ドイツ語版、英語版）（1661年 - 1729年）歴史家、哲学者、神学者、弁護士
- ヨハン・ダイゼンホーファー（1943年 - ）化学者。1988年ノーベル化学賞受賞者
- レオ・ブンク（ドイツ語版、英語版）（1962年 - ）サッカー選手、指導者